# District de Longfeng
Le district de Longfeng (龙凤区 ; pinyin : Lóngfèng Qū) est une subdivision administrative de la province du Heilongjiang en Chine. Il est placé sous la juridiction de la ville-préfecture de Daqing.